# Carolina Goic
Carolina Goic Boroevic (pronunciado /Góich Boróevich/ en fonética española; Santiago, 20 de diciembre de 1972) es una trabajadora social y política chilena de origen croata, militante del Partido Demócrata Cristiano (PDC). Tiene el grado académico de magíster en economía, obtenido en la Pontificia Universidad Católica de Chile (PUC).
Fue senadora de Chile entre 2014 y 2022 por la Circunscripción 19° de la Región de Magallanes y de la Antártica Chilena y fue diputada entre 2006 y 2014 por el distrito 60, que comprende las comunas de Río Verde, Antártica, Laguna Blanca, Natales, Cabo de Hornos, Porvenir, Primavera, Punta Arenas, San Gregorio, Timaukel y Torres del Paine.
Fue presidenta del PDC entre 2016 y 2017. En marzo de 2017, su partido la nominó como candidata presidencial para la elección de noviembre de ese año, en la cual obtuvo un 5,88 % de los votos.

## Biografía
Es nieta de inmigrantes croatas. Es hija de Pedro Goić Karmelić y Mary Boroević Yutronić, y sobrina de Alejandro Goić, obispo de Rancagua y vicepresidente de la Conferencia Episcopal de Chile.
Está casada con Christian Kirk Miranda —biólogo marino de profesión y fotógrafo, que se desempeñó como director del Servicio Nacional de Turismo (Sernatur) en la región de Magallanes y de la Antártica Chilena—, con quien tiene dos hijas: Catalina y Alejandra.
Su educación básica la realizó en el Colegio Cardenal Spellman, y la educación media en el Colegio Pedro de Valdivia, institución teresiana, y en el Liceo María Auxiliadora de Punta Arenas. Ingresó a la Universidad Católica de Chile, donde se tituló como asistente social y realizó un magíster en Economía.
Entre 2000 y 2002, se desempeñó como profesional de apoyo en el Servicio Nacional de la Mujer (SERNAM), en la región de Magallanes. Paralelamente, trabajó como analista de la Secretaría de Planificación (SECPLAC) en la misma región.

## Carrera política

### Inicios y diputada
Es militante del Partido Demócrata Cristiano. El 15 de enero de 2002 fue nombrada secretaria regional ministerial (SEREMI) de Planificación en Magallanes, por el gobierno de Ricardo Lagos. Cesó en el cargo el 30 de junio de 2005.
Ese mismo año se postuló como diputada por el distrito 60, correspondiente a la región de Magallanes. Fue elegida en las elecciones parlamentarias del 12 de diciembre de 2005 con el 27,10% de los votos, para el período legislativo 2006 a 2010. Integró las comisiones permanentes de Trabajo y Seguridad Social; Familia; Cultura y de las Artes; Zonas Extremas; y Pesca, Acuicultura e Intereses Marítimos. También, presidió la Comisión Especial de la Juventud y participó en la de Zonas Extremas; y en la de Turismo. Fue miembro de los grupos interparlamentarios chileno-alemán, chileno-argentino; chileno-brasileño, chileno-croata, chileno-chino, chileno-helénico, chileno-israelí, chileno-polaco y chileno-suizo.
En diciembre de 2009, obtuvo su reelección por el mismo distrito para el período legislativo 2010 a 2014. Ha sido integrante de las comisiones permanentes de Zonas Extremas; de Familia; de Trabajo y Seguridad Social; y de Minería y Energía. Junto con la Comisión Especial del Adulto Mayor. Preside el grupo interparlamentario chileno-croata.

### Senadora, presidenta de la DC y candidata presidencial

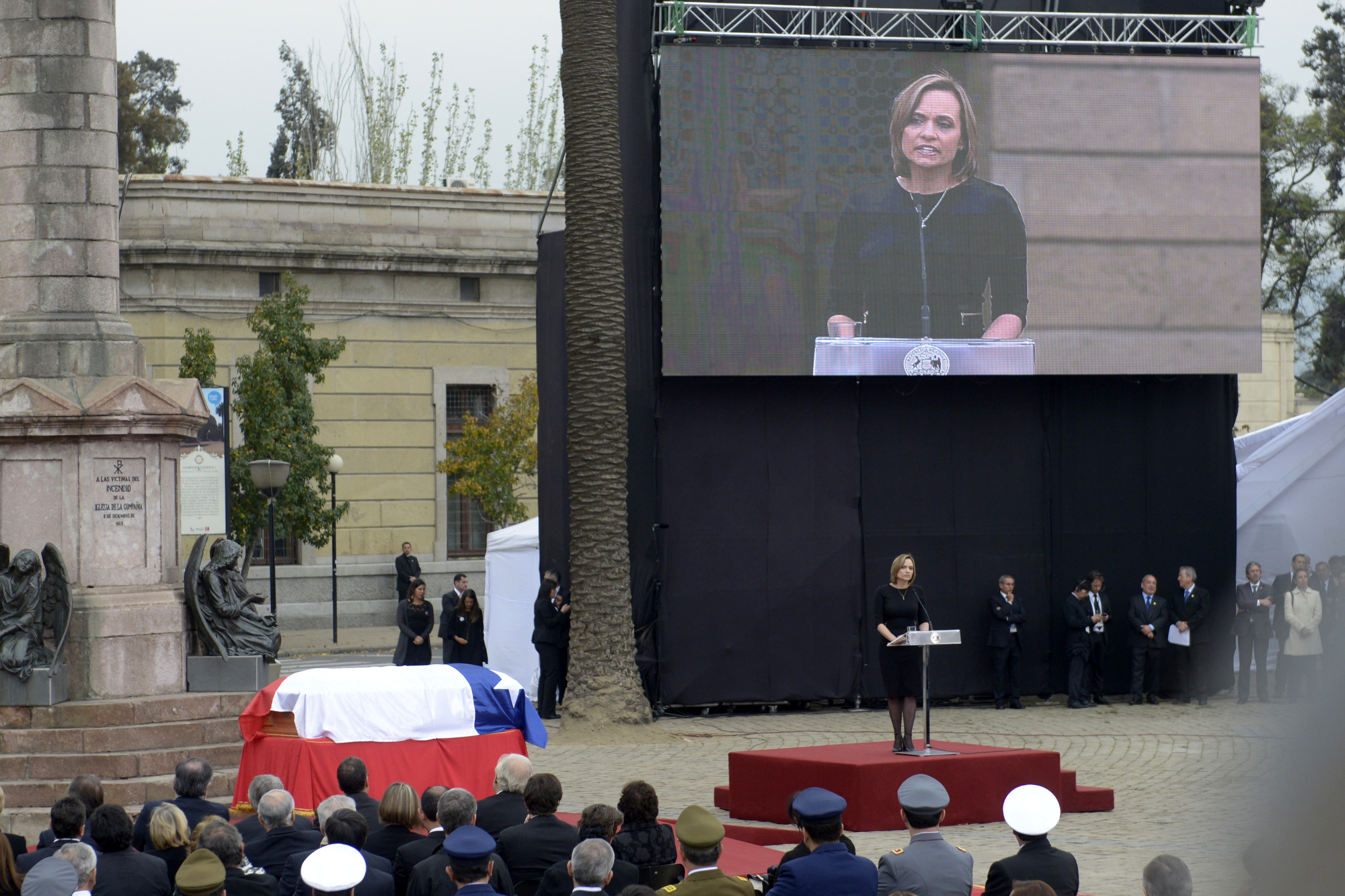
Goic dando un discurso en el funeral de Patricio Aylwin, en 2016.

En 2013 se postuló como senadora por la circunscripción 19, correspondiente a la región de Magallanes, en la elección parlamentaria del 17 de noviembre de ese año, donde fue elegida con el 38,17 % de los votos. Asumió el cargo el 11 de marzo de 2014, mismo día en que terminó su periodo como diputada.
En el consejo general de la Democracia Cristiana del 2 de abril de 2016, luego de la renuncia de Jorge Pizarro, asume la presidencia del partido, puesto desde el cual le correspondió pronunciar uno de los discursos más comentados durante los funerales del expresidente Patricio Aylwin, donde pidió perdón a la ciudadanía a nombre los políticos por los distintos casos de corrupción conocidos en Chile:

Es momento en que los políticos pidamos perdón por no haber actuado a tiempo, por los abusos de poder, por la falta de ética, por haber traicionado la confianza de aquellos que representamos, sirviendo a otros intereses y no los de las familias y chilenos y chilenas...
Carolina Goic.

En abril de 2017, su partido político anunció que Goic competiría directamente en la elección presidencial de ese año, sin someterse a una elección primaria dentro de la Nueva Mayoría. Su campaña estuvo enfocada especialmente en los ámbitos del crecimiento económico y de la salud, presentando un programa de 350 páginas donde las propuestas más destacadas son:
- Aumentar la tasa de crecimiento económico en Chile de un 4% en su primer año de gobierno, mediante una mayor explotación de las industrias del turismo y del litio.
- Crear un Ministerio de Seguridad Pública y Protección Civil
- Modernizar la institución de Carabineros de Chile, con el aumento de 6000 nuevos efectivos, más una mayor coordinación con las comunidades para combatir especialmente el narcotráfico.
- Otorgar mayor autonomía al Servicio de Impuestos Internos, para evitar cualquier caso de malversación de fondos, corrupción o estafas.
- La creación de una Agencia de la Infraestructura de Salud, la cual dependerá del MOP para la gestión de concesiones en la construcción de edificios relacionados con la salud.
- Poner fin a la integración vertical de las Isapres, más la eliminación de cualquier tipo de discriminación hacia los enfermos.
- Transparentar la administración de las AFP, en la que se debe mejorar las pensiones.
- Sala cuna universal, en el que toda empresa que cuente con 20 trabajadoras mínimo, debe contar con sala cuna obligatoria.
- Establecer un plan que destine cerca de 65 millones de dólares a los medios de comunicación regionales con el fin de descentralizarlos.
- Proponer una ''Ley General del Cáncer'', que se preocupe por la prevención, atención y ayuda psicológica tanto para el paciente como para sus familiares.
- Fortalecer la atención primaria de los consultorios médicos, mediante un mayor presupuesto en las municipalidades, más el fortalecimiento de médicos extranjeros en la atención primaria.
- Educación gratuita en los Centros de Formación Técnica (CFT), más la inserción de nuevas tecnologías para su formación profesional.
- Educación superior gratuita para quienes cumplan el servicio militar.
- Discutir la Ley de Pesca, garantizando la protección de especies marinas sobreexplotadas y mejorar las condiciones laborales del pescador artesanal.
- Incorporar bicicletas públicas en todas las capitales regionales.
- Potenciar el desarrollo del tren como transporte público, mediante la construcción de líneas ferroviarias de trenes rápidos que conecten Santiago con Valparaíso, Alameda-Rancagua-Talca-Chillán y Concepción, Temuco-Valdivia-Puerto Montt.
- Retornar al sufragio obligatorio.

Tras los magros resultados del partido tanto en la elección presidencial —donde su candidatura obtuvo un 5,88 % de los votos— como en las parlamentarias, Goic renunció a la presidencia del PDC el 20 de noviembre.

## Historial electoral

### Elecciones parlamentarias de 2005
- Elecciones parlamentarias de 2005 a Diputado por el distrito 60 (Río Verde, Antártica, Laguna Blanca, Natales, Cabo de Hornos, Porvenir, Primavera Punta Arenas, San Gregorio, Timaukel y Torres del Paine)[9]

### Elecciones parlamentarias de 2009
- Elecciones parlamentarias de 2009 a Diputado por el distrito 60 (Río Verde, Antártica, Laguna Blanca, Natales, Cabo de Hornos, Porvenir, Primavera Punta Arenas, San Gregorio, Timaukel y Torres del Paine)[10]

### Elecciones parlamentarias de 2013
- Elecciones parlamentarias de 2013 a Senador por la Circunscripción 19 (Magallanes)[11]

### Elecciones presidenciales de 2017
- Elecciones presidenciales de 2017, para la Presidencia de la República, primera vuelta.